# 데케발루스

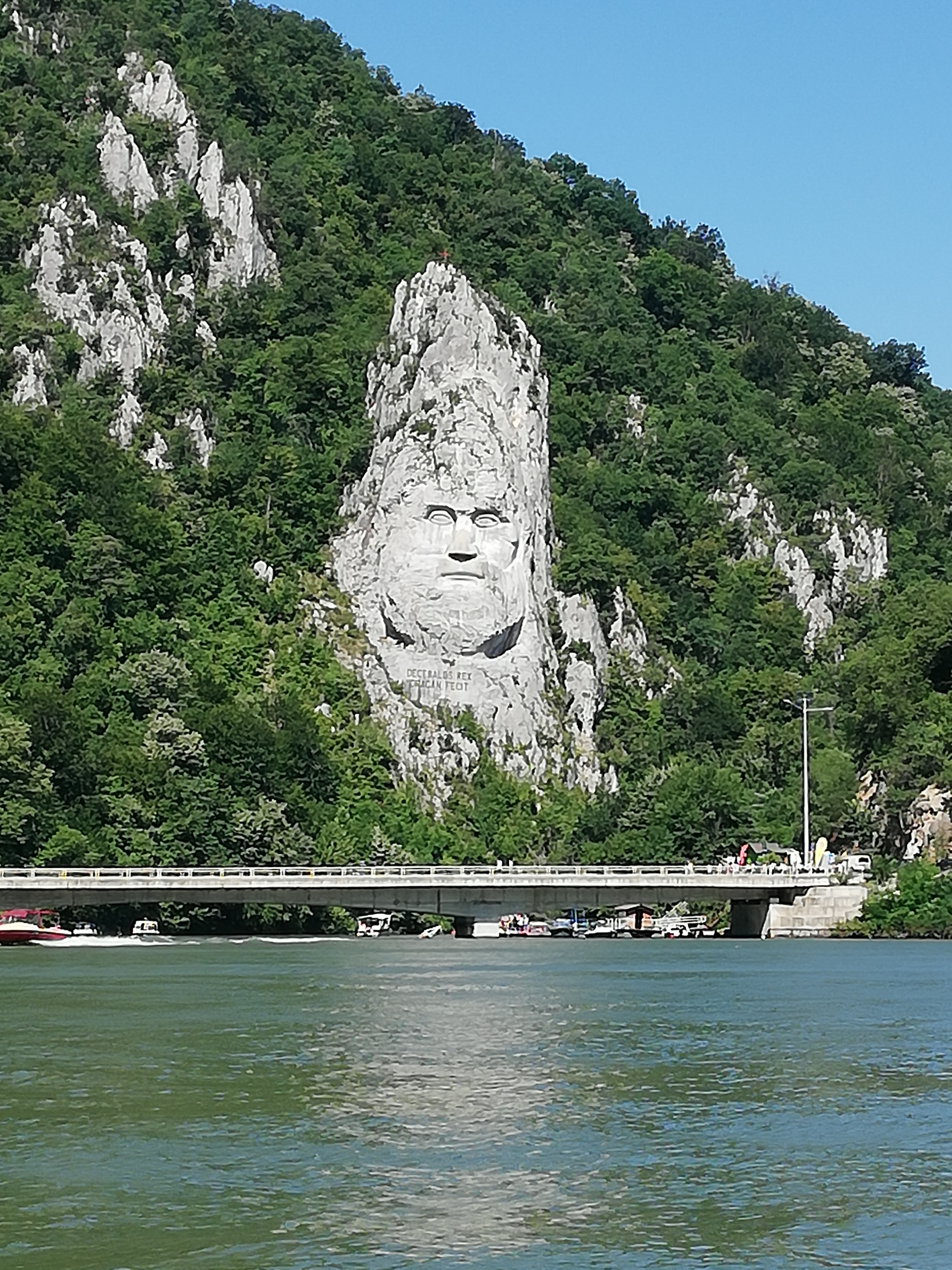

데케발루스(Decebalus or Diurpaneus)는 다키아의 마지막 왕이다. 로마 황제 도미티아누스와 한 번 트라야누스와 두 번 전쟁했다. 도미티아누스와 전쟁을 했을 때 다뉴브강 남쪽으로 진격해서 로마군을 무찔러서 나라를 지켰다. 트라야누스는 국경지대 모에시아에 대한 다키아의 위협을 약화시키고자 다키아를 공격했다. 데케발루스는 102년 패배하고 예속왕이 됐지만 독립을 계속 주장함으로써 105년 트라야누스가 재침토록 했다. 트라야누스는 106년 다키아 수도 사르미제게투사(현재 루마니아 후네도아라 주 소재)를 초토화시켜 다키아를 흡수했다. 데케발루스는 포로로 잡히기 전에 자살했다.

## 같이 보기
- 트라야누스의 다키아 전쟁